# Замиховский, Абрам Давидович
Абрам Давидович Замиховский (5 января 1908 — 1978) — советский шахматист, мастер спорта СССР (1955).

## Биография
Чемпион Украинской ССР 1931 г. Серебряный призёр чемпионата Украинской ССР 1938 г.
Участник чемпионата СССР 1931 г.
В составе сборной Украинской ССР бронзовый призёр командного первенства СССР 1955 г.
Окончил медицинский факультет Киевского университета.
Участник Великой Отечественной войны, майор медицинской службы.

## Спортивные результаты
| Год  | Город         | Соревнование                                                  | +  | − | = | Очки     | Место |
| ---- | ------------- | ------------------------------------------------------------- | -- | - | - | -------- | ----- |
| 1931 | Харьков       | 6-й чемпионат Украинской ССР                                  | 7  | 1 | 3 | 8½ из 11 | 1     |
|      | Москва        | 7-й чемпионат СССР                                            | 5  | 9 | 3 | 6½ из 17 | 14    |
| 1936 | Москва        | Чемпионат Москвы                                              | 6  | 5 | 6 | 9 из 17  | 8     |
| 1938 | Киев          | 10-й чемпионат Украинской ССР                                 | 10 | 3 | 4 | 12 из 17 | 2     |
| 1946 | Киев          | 15-й чемпионат Украинской ССР                                 |    |   |   | 8½ из 17 | 10    |
| 1947 | Киев          | 16-й чемпионат Украинской ССР                                 | 4  | 5 | 7 | 7½ из 16 | 9—10  |
| 1955 | Киев          | 24-й чемпионат Украинской ССР                                 | 6  | 3 | 8 | 10 из 17 | 6—7   |
|      | Ворошиловград | Командное первенство СССР (сборная Украинской ССР, 3-я доска) |    |   |   |          |       |
| 1956 | Киев          | 25-й чемпионат Украинской ССР                                 | 7  | 4 | 8 | 11 из 19 | 5     |
| 1957 | Киев          | 26-й чемпионат Украинской ССР                                 | 5  | 2 | 9 | 9½ из 17 | 8     |
| 1958 | Киев          | 27-й чемпионат Украинской ССР                                 | 1  | 8 | 7 | 4½ из 16 | 16    |
| 1959 | Киев          | 28-й чемпионат Украинской ССР                                 | 6  | 9 | 6 | 9 из 21  | 14—15 |
| 1963 | Киев          | 32-й чемпионат Украинской ССР                                 | 0  | 9 | 8 | 4 из 17  | 18    |

## Награды
- орден Красной Звезды (10.06.1945[11])
- другие награды